# جيم بويلان
جيم بويلان (بالإنجليزية: Jim Boylan)‏ مواليد 28 أبريل 1955 في جيرسي سيتي، هو مدرب كرة سلة أمريكي ولاعب معتزل. بدأ مسيرته الاحترافية في سنة 1978. تم اختياره من قبل فريق لوس أنجلوس كليبرز خلال الدرافت. وهو مدرب مساعد لفريق كليفلاند كافالييرز في الرابطة الوطنية لكرة السلة. اعتزل اللعب في 1986. فاز بلقب دوري إن بي إيه.

## إحصائيات المسيرة
| الفريق       | السنة   | G   | W  | L  | W–L% | النهاية | PG | PW | PL | PW–L% | النتيجة                  |
| ------------ | ------- | --- | -- | -- | ---- | ------- | -- | -- | -- | ----- | ------------------------ |
| شيكاغو بولز  | 2007–08 | 56  | 24 | 32 | .429 | 4       | —  | —  | —  | —     | غاب عن الأدوار الإقصائية |
| ميلووكي باكز | 2012–13 | 50  | 22 | 28 | .440 | 3       | 4  | 0  | 4  | .000  | خسر في الجولة الأولى     |
| المسيرة      |         | 106 | 46 | 60 | .434 |         | 4  | 0  | 4  | .000  |                          |

## روابط خارجية
- جيم بويلان على موقع سبورتس رفرنس (الإنجليزية)
- جيم بويلان على موقع كلية كرة السلة في سبورتس رفرنس.كوم (الإنجليزية)
- جيم بويلان على موقع ريلجم (الإنجليزية)
- جيم بويلان على موقع سبورتس رفرنس (الإنجليزية)
- جيم بويلان على موقع كلية كرة السلة في سبورتس رفرنس.كوم (الإنجليزية)